# Пять ружей Запада
Пять ружей Запада (англ. Five Guns West) — американский вестерн 1955 года, режиссёрский дебют Роджера Кормана.

## Сюжет
Гражданская война в США. Пятеро приговорённых к смертной казни конфедератов получают помилование в обмен на то, что они отправятся на запад страны и поймают двойного агента, укравшего золото.

## В ролях
- Джон Ланд — Говерн Старджес
- Дороти Мэлоун — Шэли
- Майк Коннорс — Хэйл Клинтон
- Роберт Райт Кэмпбелл — Джон Кэнди
- Джонатан Хэйз — Уильям Парселл «Билл» Кэнди